# گلومرولونفریت سریع پیشرونده
گلومرولونفریت سریعاً پیشرونده (انگلیسی: Rapidly progressive glomerulonephritis) نوعی بیماری کلیوی است که علامت بارز آن کاهش سریع عملکرد کلیه است. معمولاً کاهش پنجاه درصدی (GFR) در عرض سه ماه روی می‌دهد. در بیوپسی کلیه در پنجاه تا هفتادوپنج درصد گلومرولها هلال تشکیل شده است. بیماری سریعاً به نارسایی حاد کلیه منجر می‌شود. این فرم از گلومرولونفریت اغلب ناشی از تخریب بیماریهایی مانند نشانگان گودپاسچر و لوپوس منتشر است.